# Guiné Equatorial
A Guiné Equatorial, oficialmente República da Guiné Equatorial, é um país da África Central dividido em vários territórios descontínuos no Golfo da Guiné: um continental, Mbini (antiga colónia espanhola de Rio Muni), e outros insulares. As ilhas são Bioco (antiga Fernando Pó), no norte do Golfo do Biafra,  Ano Bom, a sul de São Tomé e Príncipe, e Corisco, Elobey Grande e Elobey Pequeno (e ilhotas adjacentes) na baía de Corisco, ao largo do Gabão.
Além do Gabão e São Tomé e Príncipe, a Guiné Equatorial tem fronteiras com os Camarões e com a Nigéria. A capital do país é a cidade de Malabo, antigamente conhecida como Santa Isabel, mas está prevista a inauguração da Cidade da Paz no decorrer da década de 2020, uma cidade planejada para ser a futura capital.
Desde meados dos anos 1990, a Guiné Equatorial tornou-se um dos maiores produtores de petróleo do sub-Saara. Com uma população de 798 807 habitantes, é o país com o maior produto interno bruto per capita do continente Africano, e o 69º do mundo. No entanto, a riqueza é distribuída de forma muito desigual e poucas pessoas foram beneficiadas com as riquezas do petróleo. O país ocupa a 144ª posição em 2014 do Índice de Desenvolvimento Humano da Organização das Nações Unidas. A ONU diz que menos de metade da população tem acesso à água potável e que 20% das crianças morrem antes de completar cinco anos.
O regime autoritário no poder na Guiné Equatorial tem um dos piores registos de direitos humanos no mundo, e consegue se manter como o "pior do pior" no ranking da pesquisa anual da Freedom House de direitos políticos e civis. Repórteres classificam o presidente Teodoro Obiang Nguema Mbasogo um dos "predadores" da liberdade de imprensa. O tráfico de pessoas é um problema significativo, de acordo com o "US Trafficking in Persons Report", de 2012, que afirma que "a Guiné Equatorial é uma fonte e destino para mulheres e crianças vítimas de trabalho forçado e tráfico de sexo."
No dia 23 de Julho de 2014, a Guiné Equatorial entrou na Comunidade dos Países de Língua Portuguesa e em 2017 as Nações Unidas deixou de designar o país como subdesenvolvido e o elevou ao status de país em desenvolvimento.

## História

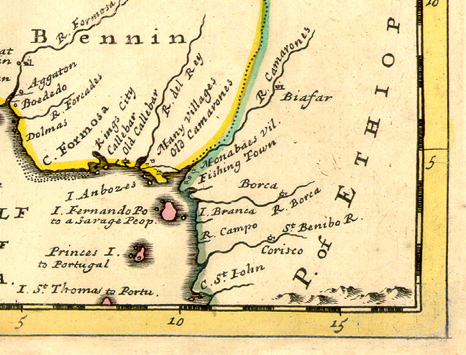
Mapa de 1729 mostrando a área geográfica do Golfo de Guiné onde se desenvolvem as culturas bubi, fang e benga, entre outras.

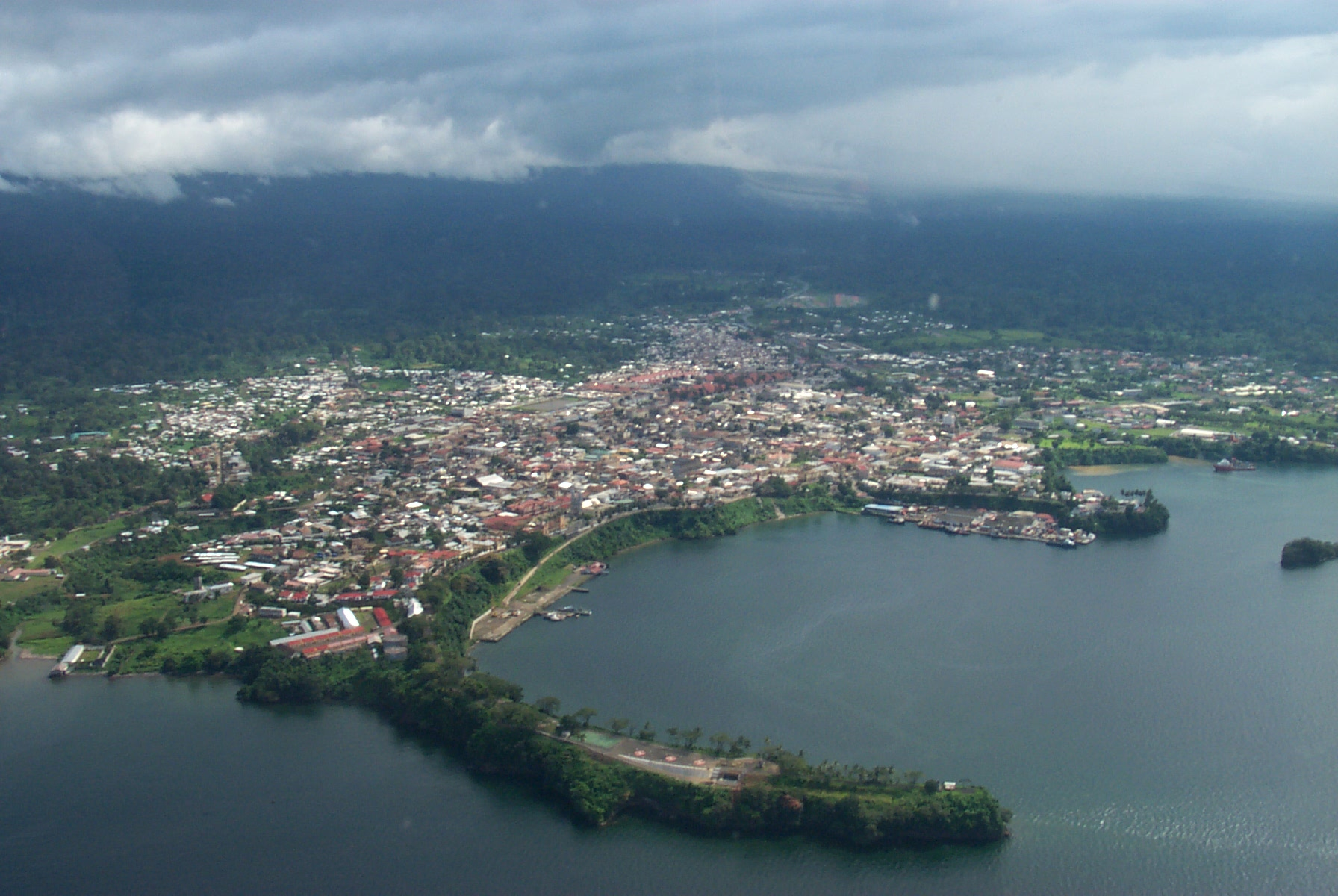
Malabo (antiga Santa Isabel), capital do país.

Foram navegadores portugueses os primeiros europeus a explorar o golfo da Guiné, em 1471. Fernão do Pó situou a ilha de Bioco nos mapas europeus nesse ano, ao procurar uma rota para a Índia: ele baptizou a ilha Formosa (no entanto, foi no início conhecida pelo nome de seu descobridor).
Em 1493, D. João II de Portugal proclamou-se, juntamente com o resto dos seus títulos reais, como Senhor da Guiné e o primeiro Senhor de Corisco. Os Portugueses colonizaram as ilhas de Fernando Pó, Ano Bom e Corisco em 1494, e converteram-nas em postos para o tráfico de escravos.
Em 1641, a Companhia Holandesa das Índias Ocidentais estabeleceu-se sem o consentimento português na ilha de Fernando Pó, centralizando, ali, temporariamente, o comércio de escravos do golfo de Guiné, até os Portugueses voltarem a fazer sentir a sua presença na ilha em 1648, substituindo a Companhia Holandesa por uma própria Companhia de Corisco dedicada ao mesmo comércio, e construindo uma das primeiras edificações europeias na ilha: o forte de Ponta Joko.
Portugal vendeu mão de obra escrava a partir de Corisco com contratos especiais à França (a qual contratou até 49 000 guineenses escravos), à Espanha e à Inglaterra em 1713 e 1753, sendo os principais colaboradores neste comércio os Bengas, que tinham boas relações com as autoridades coloniais europeias (as quais, por sua vez, não intervinham na política interna do país, o que sem dúvida ajudava), e que também possuíam um sistema económico esclavagista próprio, sendo, geralmente, seus servidores particulares, os pamués e os N'vike.
As ilhas permaneceram em mãos portuguesas até Março de 1778. Depois do Tratado de Santo Ildefonso (1777) e do Tratado de El Pardo (1778), as ilhas foram cedidas a Espanha, juntamente com os direitos de livre-comércio num sector da costa do Golfo da Guiné entre os rios Níger e Ogoué. Em troca, Portugal recebia garantias de paz em diversas zonas de influência da América do Sul, como a retirada espanhola da Ilha de Santa Catarina e a demarcação de fronteiras no Brasil, mas renunciava à Colônia do Sacramento e aos direitos sobre as Ilhas Marianas e Filipinas. Em 1909, as colónias espanholas de Elobey, Ano Bom, Corisco, Fernando Pó e Guinea Continental Española foram unidas sob uma administração única, formando os Territorios Españoles del Golfo de Guinea ou Guinea Española. Em 1935, a colónia foi subdividida em dois distritos: Fernando Pó (a ilha de Ano Bom, com a capital Santa Isabel) e Guinea Continental (com a capital Bata, e as pequenas ilhas de Corisco e Elobey). Em 1960, os dois distritos tornaram-se províncias ultramarinas de Espanha e designadas Fernando Póo e Rio Muni. Em 1963, as províncias foram combinadas na região autónoma da Guinea Ecuatorial e, finalmente, em 12 de outubro de 1968, tornaram-se num país independente.
Foi governado por dez anos, na década de 1970, por Francisco Nguema, que assassinou milhares de opositores. Nguema usou a ignorância do povo e muita propaganda para se manter no governo pelo terror, até que foi deposto, em 1979.
Em 2004, um golpe de estado para derrubar o presidente Teodoro Obiang, organizado por financistas britânicos, teve grande repercussão internacional. Parte dessa repercussão pode ser devida ao envolvimento de Mark Thatcher, filho de Margaret Thatcher, o qual foi, por essa razão, preso em agosto de 2004 na África do Sul.
Em 2011, foi anunciado, pelo governo, o planeamento de uma nova capital no país, com nome de Cidade da Paz - Djibloho.
O atual presidente, Teodoro Obiang, foi apontado pela revista Forbes como o oitavo governante mais rico do mundo.

## Geografia

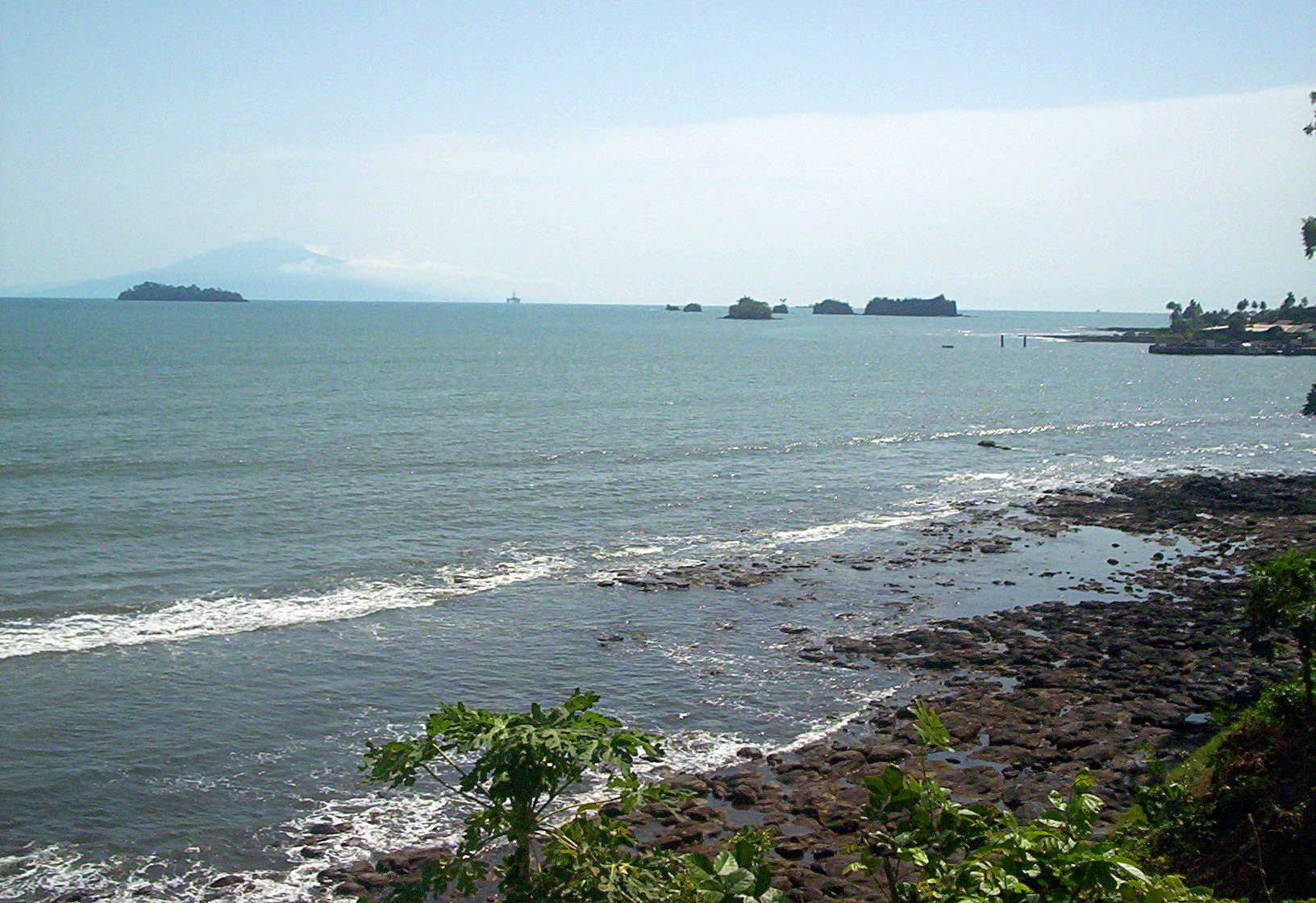
Bioco vista da costa camaronesa

A República da Guiné Equatorial situa-se no oeste da África central. A ilha de Bioco dista cerca de 40 quilómetros dos Camarões. A ilha de Ano Bom fica cerca de 595 quilómetros a sudoeste de Bioco. A região continental de Rio Muni, de maior área, fica entre o Gabão e os Camarões e inclui as ilhas de Corisco, Elobey Grande, Elobey Pequeno e ilhotas adjacentes.

### Clima
A Guiné Equatorial tem um clima tropical com estações secas e úmidas distintas. De junho a agosto, o rio Muni é seco e Bioco, úmido; de dezembro a fevereiro, ocorre o inverso. Entre esses períodos, há uma transição gradual. Em Ano Bom, um dia sem nuvens nunca foi registrado. A temperatura em Malabo, Bioco, varia de 16 °C a 33 °C. Em Río Muni, a temperatura média é de cerca de 29 °C. A precipitação anual varia de 1 920 milímetros em Malabo para 10 920 milímetros em Ureca, em Bioco.

## Demografia

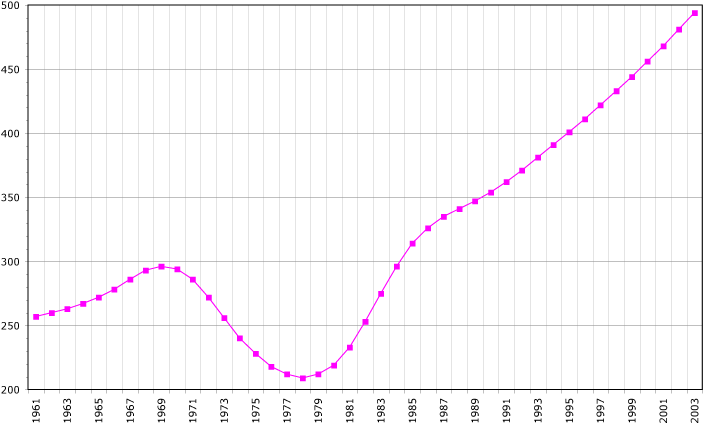
Gráfico da demografia da Guiné Equatorial.

A Guiné Equatorial tem uma população jovem (41,5% não supera os 15 anos) com uma taxa de natalidade por volta de 34,88 por mil e uma taxa de mortalidade de 8,81 por mil. A expectativa de vida é de 61,75 anos para os homens e 63,78 para as mulheres. Cerca de 4,1% da população tem mais de 65 anos. A taxa de alfabetização entre os adultos estava em 1992 em 52%, mas chegou a 87% em 2011. A maioria da população vive em zonas rurais.
Os principais grupos étnicos, segundo o censo de 1994, são os Fang (85,7%), Bubi (6,5%) Mdowe (3,6%), Annobon (1,6%), Bujeba (1,1%), e outros 1,4%.

### Religião
A religião principal na Guiné Equatorial é o cristianismo, que representa a fé de 93% da população. Os cristãos do país são, predominantemente, católicos romanos (87%), enquanto os protestantes são uma minoria (5%). Quase 5% da população segue crenças indígenas. Já o islamismo representa apenas 0,5% da população, enquanto que os ateus representam 5,9% da população. Os 2% restantes compreende os muçulmanos, os seguidores de outras crenças e Baha'is.

### Línguas
A Guiné Equatorial é o único país da África de língua oficial castelhana. Os idiomas mais falados na Guiné Equatorial, o fang e o Pidgin Inglês, não são línguas oficiais. Apesar de a Guiné Equatorial ter decretado a língua francesa e, mais recentemente, a língua portuguesa como línguas oficiais, elas não são faladas no território. No entanto, na ilha de Ano Bom, ainda se usa o chamado Fá d'Ambô, ou seja o Falar de Ano Bom, uma língua crioula de base portuguesa que mantém uma semelhança muito grande com o são-tomense falada nas ilhas vizinhas de São Tomé e Príncipe.
O presidente da Guiné Equatorial, Teodoro Obiang Nguema Mbasogo, decretou que o português seria uma das línguas oficiais, ao lado do espanhol e do francês. O país deseja ainda o apoio dos oito países membros da Comunidade dos Países de Língua Portuguesa (CPLP) (Angola, Brasil, Cabo Verde, Guiné-Bissau, Moçambique, Portugal, São Tomé e Príncipe e Timor-Leste) para difundir o ensino da língua portuguesa no país, para formação profissional e acolhimento dos seus estudantes pelos países da comunidade lusófona. Essa proposta ainda não foi, no entanto, validada pelo parlamento, como se pode ver no sítio oficial do governo.
Em Julho de 2012, a CPLP recusou o pedido da Guiné Equatorial de ser aceite como membro de pleno direito desta comunidade; a razão foram menos os progressos insuficientes na introdução do português, e mais as constantes violações dos direitos humanos no país. No entanto, em 2014, na X Cimeira da CPLP em Díli, em Timor-Leste, através de um consenso, Guiné Equatorial foi aceite como um membro de pleno direito: no entanto, terá de abolir a pena de morte.

## Política
O atual presidente da Guiné Equatorial é Teodoro Obiang Nguema Mbasogo. A constituição de 1982 da Guiné Equatorial, escrita com a ajuda da ONU, dá, a Obiang, amplos poderes, incluindo nomear e destituir os membros do gabinete, fazer leis por decreto, dissolver a Câmara dos Deputados, negociar e ratificar tratados e servir como comandante-em-chefe das forças armadas. O primeiro-ministro, Vicente Ehate Tomi, foi nomeado por Obiang e opera no âmbito de competências designadas pelo Presidente.
Durante as três décadas de seu governo, Obiang mostrou pouca tolerância para a oposição. Enquanto o país é, nominalmente, uma democracia multipartidária, as eleições têm sido, geralmente, consideradas grandes farsas. De acordo com a Human Rights Watch, a ditadura do presidente Obiang tem usado um "boom do petróleo" para consolidar e enriquecer-se ainda mais à custa da população do país. Desde agosto de 1979, cerca de 12 tentativas de golpe mal-sucedidas ocorreram. As tentativas de golpe eram, frequentemente, perpetradas por elites rivais em uma tentativa de aproveitar os recursos econômicos do estado.
De acordo com a "March 2004 BBC profile", a política dentro do país é atualmente dominada por tensões entre o filho de Obiang, Teodoro Nguema Obiang Mangue, e outros parentes próximos com posições de poder nas forças de segurança. A tensão pode estar enraizada em uma mudança de poder decorrente do grande aumento na produção de petróleo que ocorreu desde 1997.
Uma investigação do Senado dos Estados Unidos de 2004 no Banco Riggs (com sede em Washington, D. C.) descobriu que a família do presidente Obiang tinha recebido enormes pagamentos de empresas de petróleo dos Estados Unidos, como a ExxonMobil e Amerada Hess. Desde 2005, a Military Professional Resources Inc., uma companhia militar privada internacional com sede nos Estados Unidos, trabalhou na Guiné Equatorial para treinar as forças policiais em práticas adequadas de direitos humanos. Em 2006, a secretária de Estado americana, Condoleezza Rice, saudou Obiang como um "bom amigo", apesar das críticas relativas aos direitos humanos e liberdades civis. A Agência dos Estados Unidos para o Desenvolvimento Internacional celebrou um Memorando de Entendimento (MOU) com Obiang, em abril de 2006, para estabelecer um Fundo de Desenvolvimento Social no país e a implementação de projetos nas áreas de saúde, educação, assuntos da mulher e do meio ambiente.
Em 2006, Obiang assinou um decreto antitortura para proibir todas as formas de abuso e tratamento inadequado na Guiné Equatorial e ele encomendou a renovação e modernização da prisão de Black Beach em 2007 para garantir o tratamento humano dos prisioneiros. No entanto, os abusos contra os direitos humanos continuaram. A Human Rights Watch e Anistia Internacional, entre outras organizações não governamentais, têm documentado graves violações de direitos humanos nas prisões, incluindo a tortura, espancamentos, mortes inexplicáveis e detenção ilegal.
A Transparência Internacional colocou a Guiné Equatorial no top 12 da sua lista de estados corruptos. Rejeitando as vozes internacionais que exigem mais transparência, Obiang, por muito tempo, considerou que as receitas do petróleo são um segredo de Estado. Em 2008, o país tornou-se um candidato da "Extractive Industries Transparency Initiative" - um projeto internacional destinado a promover a abertura sobre as receitas do petróleo do governo -, mas não conseguiu se classificar. O grupo de defesa Global Witness tem feito lobby nos Estados Unidos para atuar contra o filho de Obiang, Teodoro, que é vice-presidente e um ministro do governo. Ele diz que não há provas credíveis de que ele gastou milhões de comprar uma mansão em Malibu, na Califórnia, e um jato particular com recursos adquiridos de forma corrupta. Em fevereiro de 2010, a Guiné Equatorial assinou um contrato com a subsidiária MPRI da empresa americana L3 Communications para vigilância costeira e de segurança marítima no Golfo da Guiné.

## Subdivisões
A Guiné Equatorial está dividida administrativamente em sete províncias (capitais entre parênteses):
| 1. Ano Bom (San Antonio de Palé) 2. Bioco Norte (Malabo) 3. Bioco Sul (Luba) 4. Centro Sul (Evinayong) 5. Kié-Ntem (Ebebiyin) 6. Litoral (Bata) 7. Wele-Nzas (Mongomo) |

## Economia

Principais produtos de exportação da Guiné Equatorial em 2019.

Antes da independência, a Guiné Equatorial exportava cacau, café e madeira, principalmente, para seu governante colonial, a Espanha, mas também para a Alemanha e Reino Unido. A descoberta de grandes reservas de petróleo, em 1996, e sua posterior exploração, têm contribuído para um aumento muito grande na receita do governo. A partir de 2004, a Guiné Equatorial se tornou o terceiro maior produtor de petróleo da África Subsaariana. Sua produção de petróleo subiu para 360 mil barris por dia, sendo que, dois anos antes, produzia apenas 220 mil. Silvicultura, agricultura e pesca também são importantes componentes do produto interno bruto.
Em julho de 2004, o Senado dos Estados Unidos publicou uma investigação sobre Riggs Bank, um banco com sede em Washington, D. C. em que a maioria das receitas do petróleo da Guiné Equatorial foi paga até recentemente. O relatório do Senado mostrou que pelo menos 35 milhões de dólares americanos foram desviados por Obiang, sua família e responsáveis por seu regime. O presidente negou qualquer irregularidade.